# Die Wende
Die Wende [diː ˈvɛndə] (litt. « le Tournant » en allemand) désigne le processus de changement social et politique qui, dans le contexte de la chute des régimes communistes en Europe, a conduit en Allemagne de l'Est (RDA) à la fin de la dictature du Parti socialiste unifié d'Allemagne (SED) et au passage à la démocratie parlementaire, rendant possible la réunification allemande. On parle aussi de Révolution pacifique (en allemand Friedliche Revolution) car ce changement est dû au succès des initiatives, des protestations et des manifestations de la plus grande partie du peuple en RDA. Les dates les plus importantes se situent entre les élections municipales de mai 1989 et la seule élection libre à la Chambre du peuple qui ait eu lieu, en mars 1990.

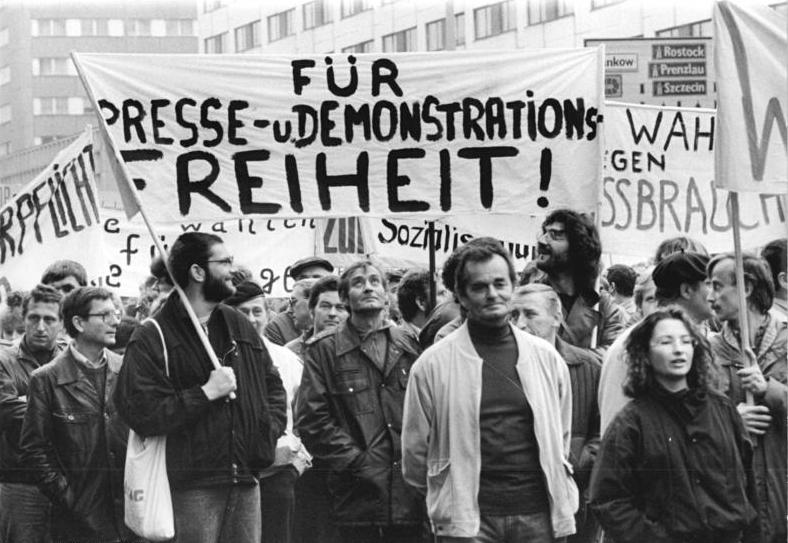
Manifestation à Berlin-Est le 4 novembre 1989.

La Wende est directement issue de la politique menée par Mikhaïl Gorbatchev en Europe centrale et orientale, alors dominée par l'Union soviétique, et elle a été inspirée par les mouvements de réforme en Pologne, en Hongrie et en Tchécoslovaquie. Outre l'ouverture en politique extérieure liée à la glasnost et à la perestroïka, ce sont les insuffisances de l'économie socialiste planifiée, la faible compétitivité économique du pays face aux progrès de la mondialisation et l'augmentation vertigineuse de l'endettement de l'État qui ont déstabilisé la dictature de la SED.
Parmi les forces à l'intérieur de la société qui ont appuyé le processus de réforme, on remarquait les intellectuels et les fidèles des Églises qui luttaient pour les droits civils et qui se réunissaient pour des initiatives de protestation en exigeant des réformes, ceux qui se décidaient à émigrer, et dont le nombre croissant montrait de toute évidence le mécontentement contre le régime de la SED, ainsi que le nombre croissant de manifestations pacifiques de simples citoyens, qui n'étaient plus prêts cependant à céder devant la menace toujours croissante d'un affrontement avec les forces de l'État et d'une répression.
En raison de son hostilité aux réformes, la direction de la SED était de plus en plus isolée parmi les « pays socialistes frères » et, manifestement dépourvue de toute légitimité, elle ne savait plus quoi faire ; elle renonça finalement à utiliser la force contre des cortèges de manifestants qui ne cessaient de grossir et finalement, le 9 novembre 1989, elle autorisa l'ouverture du mur de Berlin. Par quelques changements cosmétiques dans la direction du parti et de l'État, tout en dialoguant avec les forces de l'opposition, elle chercha vainement à reprendre l'initiative politique, mais l'instabilité politique continuelle et l'effondrement imminent des finances publiques livrait de plus en plus la RDA au gouvernement fédéral dirigé par le chancelier Helmut Kohl.
Le gouvernement du ministre-président Hans Modrow fut dès le début de décembre 1989 contrôlé par la Table ronde centrale ; celle-ci s'occupa, en coopération avec les actions de masse spontanées qui se produisaient dans tout le pays, de la dissolution des organismes de la Stasi chargés de l'espionnage et de la répression, et coopéra de façon décisive à la préparation d'élections libres pour choisir les membres du nouveau parlement. La victoire écrasante de l'Alliance pour l'Allemagne ouvrit alors la voie à une unification rapide des deux États allemands.

## La transition difficile du Bloc de l'Est
La révolution pacifique qui a dressé la plus grande partie de la population d'Allemagne de l'Est contre le régime communiste a été provoquée par le changement fondamental dans les relations des pays satellites avec l'Union soviétique à la suite des conditions nouvelles créées par Mikhaïl Gorbatchev. Les commencements de réforme en URSS impliquaient en politique étrangère de laisser à chaque État du Pacte de Varsovie la possibilité de choisir lui-même ses propres réformes.
Ce qui y contraignait, c'était l'arriération persistante du développement économique par rapport à celui des pays industrialisés ; les structures de production de l'Europe de l'Est étant de moins en moins compatibles avec les exigences de la mondialisation, en particulier en ce qui concernait les services et la microélectronique.
Avec tout cela il manquait de plus en plus de moyens du côté soviétique pour maintenir « l'équilibre de la terreur » en raison du renforcement de la course aux armements sous l'ère Reagan. « Des armées immenses, des fusées gigantesques et un budget de défense qui, dans la part du budget total, était deux fois plus élevé qu'aux États-Unis, tout cela n'arrivait plus à assurer l'égalité. » Avec son programme de réforme économique et sociale, comme avec ses initiatives de désarmement, Gorbatchev et ses collègues tiraient la conclusion de cet état de fait.